# Heinz Weisenbach
Heinz Weisenbach (né le 8 août 1945 à Füssen) est un ancien joueur professionnel et entraîneur allemand de hockey sur glace. Il fut le premier entraîneur à introduire des joueurs canadiens dans le championnat allemand.

## Carrière
Remarqué très tôt, il joue dans les équipes juniors. À 19 ans, en 1964, il devient professionnel au sein de l'EV Füssen et remporte le championnat lors de sa première saison. Il intègre l'équipe nationale et participe au Championnat du monde de hockey sur glace 1966 où elle remporte l'accession en groupe A. Il est présent aussi au Championnat du monde de hockey sur glace 1967 à Vienne. En 1968, il remporte son second titre de championnat avec l'EV Füssen et participe aux Jeux olympiques de 1968 à Grenoble. Par la suite, un problème aux poumons le conduit en Afrique du Sud pour son climat, il y joue pendant huit mois, notamment en compagnie de son coéquipier Peter Rohde. De retour à Füssen, il remporte les titres de championnat en 1971 et en 1973, participe au Championnat du monde de hockey sur glace 1971.
Finalement, en championnat, il a joué 322 matchs et marqué 68 buts. En équipe nationale, il compte 36 sélections et a marqué deux fois.
Après sa carrière de joueur, il investit dans l'immobilier et s'occupe des jeunes au sein de la Fédération d'Allemagne de hockey sur glace. En 1976, il prend l'entraînement du Mannheim ERC, alors en seconde division. Lors de sa deuxième saison, il fait remonter l'équipe en championnat d'Allemagne de hockey sur glace. À la recherche de nouveaux joueurs, il cherche un autre style de jeu. Il se rend au Canada pour trouver des joueurs ayant des origines allemandes qui pourraient jouer en championnat. Au bout de six semaines, il ramène une douzaine de joueurs et de nombreux contacts. Six s'engagent avec Mannheim dont Harold Kreis, Manfred Wolf, Roy Roedger et Peter Ascherl. D'autres suivront : Karl Friesen, Mike Schmidt, George Fritz, Ralph Krueger... En 1980, Mannheim remporte son premier titre de champion d'Allemagne. Après avoir quitté ce club, il s'en va au Kölner EC, au DEG Metro Stars, au VEU Feldkirch en Autriche, retrouve l'EV Füssen puis Mannheim durant la saison 1989-1990.
En 1990, il fait partie pendant deux ans de l'équipe de direction du EV Füssen.

## Source, notes et références
- (de) Cet article est partiellement ou en totalité issu de l’article de Wikipédia en allemand intitulé « Heinz Weisenbach » (voir la liste des auteurs).

1. ↑  (en) « Olympics Site Closed / Olympics at Sports-Reference.com », sur sports-reference.com (consulté le 18 novembre 2021).
2. ↑  « 1981 : L'affaire des faux passeports allemands », sur hockeyarchives.info (consulté le 18 novembre 2021).
3. ↑  (en) « Heinz Weisenbach Hockey Stats and Profile at hockeydb.com », sur hockeydb.com (consulté le 18 novembre 2021).